# 北條聡
北條 聡（ほうじょう さとし、1968年 - ）は、フリーランスのサッカーライター・評論家・コメンテイター・解説者である。

## 略歴
1968年、栃木県宇都宮市にて出生。小中高ではミッドフィルダーとして活躍。栃木県立宇都宮北高等学校、早稲田大学政治経済学部卒業。1993年ベースボールマガジン社に入社、アトランタ五輪、日韓Ｗ杯などを取材する。2004年にワールドサッカーマガジン編集長、2009年から週刊サッカーマガジン編集長を歴任した。2013年に同社を退社し、フリーランスとなる。

## 主なユーチューブ出演番組
- 週間J2
- 蹴球メガネーズ

## 主なテレビ出演番組
- とちぎテレビ TKCプレゼンツ 栃木スポーツ研究所 T.S.☆LAB[8]

## 主な著作
- サッカーは5で考える ―可変システムがわかれば試合が10倍面白くなる!
- サッカー日本代表 勝つ準備
- 正しいバルサの目指し方 (サカマガトークJAM)
- サカマガイズム
- サッカー世界遺産